# Plectodon pruinosus
Plectodon pruinosus is een tweekleppigensoort uit de familie van de Cuspidariidae. De wetenschappelijke naam van de soort is voor het eerst geldig gepubliceerd in 2002 door B.A. Marshall.